# Txistopólie (Bélgorod)
|  | Per a altres significats, vegeu «Txistopólie». |

Txistopólie - Чистополье (rus) - és un poble de l'óblast de Bélgorod, a Rússia. El 2021 tenia 269 habitants. Pertany al districte (raion) de Rakítnoie.